# 董力 (政治人物)
董力（1951年—），汉族，中华人民共和国政治人物，中国共产党党员，第十一届全国政协委员。曾担任中纪委驻水利部纪检组组长、部党组成员。2008年，当选第十一届全国政协委员，代表中华全国总工会，分入第十七组。并担任社会和法制委员会专委。